# 옥션고딕
옥션고딕은 트루타입 한글 글꼴이다. 산돌커뮤니케이션에서 개발한 글꼴로, 2007년 10월 9일부터 옥션에서 기업 전용 서체로 사용하다가 2008년 12월에 일반에게 공개하였다. 종류는 라이트 ·  미디엄 ·  볼드의 세 가지이다.
상업적으로 이용할 수 없다.